# 綠花肖頭蕊蘭
綠花肖頭蕊蘭（学名：Cephalantheropsis gracilis）为蘭科肖頭蕊蘭屬下的一个种。其种加词来源于拉丁文“gracilis”，意为“纤细的”。